# Liste der denkmalgeschützten Objekte im Okres Cheb
Grundlage dieser Liste der denkmalgeschützten Objekte im Okres Cheb ist die ÚSKP-Liste (tschechisch Ústřední seznam kulturních památek České republiky ‚Zentrale Liste der Kulturdenkmäler der Tschechischen Republik‘), die von der tschechischen Denkmalschutzbehörde NPÚ (tschechisch Národní památkový ústav ‚Nationale Denkmalbehörde‘) seit 1987 geführt wird und an die seit dem Jahre 1850 geschaffenen Listen anschließt.
Die folgenden Angaben ersetzen nicht die rechtsverbindliche Auskunft der Denkmalbehörde.
Die denkmalgeschützten Objekte werden hier für die einzelnen Gemeinden im Okres Cheb aufgelistet. Außerdem gibt es separate Listen für folgende Orte:
- Liste der denkmalgeschützten Objekte in Aš
- Liste der denkmalgeschützten Objekte in Cheb
- Liste der denkmalgeschützten Objekte in Dolní Žandov
- Liste der denkmalgeschützten Objekte in Františkovy Lázně
- Liste der denkmalgeschützten Objekte in Hazlov
- Liste der denkmalgeschützten Objekte in Hranice
- Liste der denkmalgeschützten Objekte in Lázně Kynžvart
- Liste der denkmalgeschützten Objekte in Lipová
- Liste der denkmalgeschützten Objekte in Luby
- Liste der denkmalgeschützten Objekte in Mariánské Lázně
- Liste der denkmalgeschützten Objekte in Milhostov
- Liste der denkmalgeschützten Objekte in Mnichov
- Liste der denkmalgeschützten Objekte in Nový Kostel
- Liste der denkmalgeschützten Objekte in Skalná
- Liste der denkmalgeschützten Objekte in Teplá
- Liste der denkmalgeschützten Objekte in Třebeň

## Krásná(Schönbach)
| Lage                 | Objekt            | Beschreibung | ÚSKP-Nr.                  | Bild |
| -------------------- | ----------------- | ------------ | ------------------------- | ---- |
| Krásná 89 (Standort) | Bauernhaus Nr. 89 | Bauerngehöft | 45533/4-4279 Info Katalog | BW   |

## Křižovatka(Klinghart)
| Lage                  | Objekt                                   | Beschreibung     | ÚSKP-Nr.                  | Bild                  |
| --------------------- | ---------------------------------------- | ---------------- | ------------------------- | --------------------- |
| Křižovatka (Standort) | Katharinenkirche (Kostel svaté Kateřiny) | Katharinenkirche | 11508/4-5087 Info Katalog | weitere Bilder        |
| Nová Ves 8 (Standort) | Bauernhaus Nr. 8                         | Bauerngehöft     | 102065 Info Katalog       | weitere Bilder        |
| Nová Ves (Standort)   | Bildstock (Boží muka)                    | Bildstock        | 11957/4-4768 Info Katalog | Bildstock (Boží muka) |

## Libá(Liebenstein)
| Lage                                                 | Objekt                                   | Beschreibung | ÚSKP-Nr.                  | Bild           |
| ---------------------------------------------------- | ---------------------------------------- | --- | ------------------------- | -------------- |
| Libá 9, auf einem Hügel oberhalb vom Bach (Standort) | Schloss Liebenstein (Zámek Libá)         | Schloss Liebenstein | 28395/4-46 Info Katalog   | weitere Bilder |
| Libá (Standort)                                      | Katharinenkirche (Kostel svaté Kateřiny) | Katharinenkirche | 25098/4-47 Info Katalog   | weitere Bilder |
| Libá, v poli (Standort)                              | Nischenkapelle (Výklenková kaplička)     | Nischenkapelle | 102143 Info Katalog       | BW             |
| Libá 26 (Standort)                                   | Bauernhof Nr. 26                         | | 102993 Info Katalog       | BW             |
| Hůrka, V Rybnících (Standort)                        | Sühnekreuz (Smírčí kříž)                 | Sühnekreuz | 50553/4-5213 Info Katalog | BW             |
| Lužná u Františkových Lázní (Standort)               | Hügelgrab (Mohylník)                     | Hügelgrab, archäologische Spuren | 46725/4-48 Info Katalog   | BW             |
| Pomezná, am Westufer der Talsperre Skalka (Standort) | Feste Pomezná                            | Feste, Ruinen des Steinturms der gotischen Festung Markhausen (Pomezná) mit den Abmessungen von 7,82 × 7,37 m stammen vermutlich aus der zweiten Hälfte des 15. Jahrhunderts, eine der wenigen zumindest teilweise erhaltenen Festungen in der Region Eger. | 44706/4-106 Info Katalog  | weitere Bilder |

## Milíkov(Miltigau)
| Lage                      | Objekt                                                | Beschreibung                                                                                         | ÚSKP-Nr.                  | Bild              |
| ------------------------- | ----------------------------------------------------- | --- | ------------------------- | ----------------- |
| Milíkov (Standort)        | Simon-und-Judas-Kirche (Kostel svatých Šimona a Judy) | Simon-und-Judas-Kirche                                                                               | 50331/4-5201 Info Katalog | weitere Bilder    |
| Milíkov 18 (Standort)     | Bauernhaus Nr. 18                                     | Bauerngehöft, Fachwerk aus der Region Eger: Wohnhaus, Auszugshaus, Scheune, Schuppen, Tor mit Pforte | 101532 Info Katalog       | Bauernhaus Nr. 18 |
| Velká Šitboř 6 (Standort) | Bauernhaus Nr. 6                                      | Bauerngehöft                                                                                         | 32231/4-94 Info Katalog   | Bauernhaus Nr. 6  |
| Velká Šitboř 7 (Standort) | Bauernhaus Nr. 7                                      | Bauerngehöft (Denkmalschutz aufgehoben)                                                              | 23506/4-95 Info Katalog   | Bauernhaus Nr. 7  |

## Nebanice(Nebanitz)
| Lage                                                            | Objekt                          | Beschreibung                                                                       | ÚSKP-Nr.                  | Bild           |
| --------------------------------------------------------------- | ------------------------------- | ---------------------------------------------------------------------------------- | ------------------------- | -------------- |
| Nebanice 1 (Standort)                                           | Kirche St. Oswald und Pfarrhaus | Kirche St. Oswald und Pfarrhaus                                                    | 102152 Info Katalog       | weitere Bilder |
| Hartoušov, an der Straße von Hartoušov nach Vackovec (Standort) | Bildstock (Boží muka)           | Bildstock                                                                          | 51245/4-5265 Info Katalog | weitere Bilder |
| Hněvín, bei Nr. 20 (Standort)                                   | Sühnekreuz                      | Sühnekreuz – auf privatem, eingezäuntem Land, für die Öffentlichkeit unzugänglich. | 101105 Info Katalog       | BW             |

## Odrava(Kulsam)
| Lage                                              | Objekt                       | Beschreibung                                        | ÚSKP-Nr.                  | Bild           |
| ------------------------------------------------- | ---------------------------- | --------------------------------------------------- | ------------------------- | -------------- |
| Mostov 1 (Standort)                               | Schloss Mostov               | Schloss                                             | 12292/4-4776 Info Katalog | weitere Bilder |
| Mostov (Standort)                                 | Nepomuksäule                 | Statue des hl. Johannes von Nepomuk                 | 26691/4-76 Info Katalog   | weitere Bilder |
| Mostov 7 (Standort)                               | Bauernhaus Nr. 7             | Bauerngehöft                                        | 26788/4-4120 Info Katalog | weitere Bilder |
| Mostov, etwa 0,6 km südlich von Mostov (Standort) | Flache unbefestigte Siedlung | Flache unbefestigte Siedlung, archäologische Spuren | 38046/4-75 Info Katalog   | BW             |

## Okrouhlá(Scheibenreuth)
| Lage                   | Objekt                | Beschreibung | ÚSKP-Nr.            | Bild                  |
| ---------------------- | --------------------- | ------------ | ------------------- | --------------------- |
| Okrouhlá 18 (Standort) | Feste                 | Feste        | 101935 Info Katalog | weitere Bilder        |
| Okrouhlá (Standort)    | Bildstock (Boží muka) | Bildstock    | 100968 Info Katalog | Bildstock (Boží muka) |

## Ovesné Kladruby(Habakladrau)
| Lage                                                     | Objekt                            | Beschreibung | ÚSKP-Nr.                  | Bild           |
| -------------------------------------------------------- | --------------------------------- | --- | ------------------------- | -------------- |
| Ovesné Kladruby (Standort)                               | Laurentiuskirche                  | Laurentiuskirche, einschiffige Barockkirche aus dem Jahr 1748, erbaut an der Stelle einer abgebrannten älteren Kirche. Der Komplex besteht aus einer Kirche und einer Einfriedung. | 16104/4-96 Info Katalog   | weitere Bilder |
| Ovesné Kladruby 16, náměstí (Standort)                   | Pfarrhaus mit Wirtschaftsgebäuden | Pfarrhaus mit Wirtschaftsgebäuden. Spätklassizistisches Pfarrhaus mit Wirtschaftsgebäude, 1830 vom Baumeister Anton Thurner errichtet. Das Pfarrhaus ist parallel zur Straße ausgerichtet, das Wirtschaftsgebäude steht quer dazu am Innenhof. Auf der Südseite wurde das Gebiet ursprünglich von einer Scheune geschlossen, die nur noch in den Überresten vorhanden ist. | 50478/4-5262 Info Katalog | weitere Bilder |
| Ovesné Kladruby, an der Straße nach Výškovice (Standort) | Sühnekreuz                        | Sühnekreuzauf einem Felsen, über der unbefestigten Straße nach Výškovice. Monolithisches Granitkreuz in lateinischer Form mit eingeritztem Buchstaben F, unregelmäßige Form mit ungleichen Armen. | 49650/4-5147 Info Katalog | BW             |
| Ovesné Kladruby, an der Straße nach Mrázov (Standort)    | Sühnekreuz                        | Sühnekreuz. Monolithisches Granitkreuz mit einer für diese Gegend ungewöhnlichen Form, ohne Inschriften und Reliefs. | 17857/4-97 Info Katalog   | weitere Bilder |
| Vysočany, ohne Haus-Nr. (Standort)                       | Bauernhaus Vysočany               | Bauerngehöft. Gebäude mit Arkade, Tor und Keller aus dem dritten Viertel des 19. Jahrhunderts. Das Wohnhaus ist ein einzigartiges Beispiel für ein Landhaus mit einer Arkade. Das Gehöft besteht aus zwei Gebäuden (Wohngebäude und Wirtschaftsgebäude), die in Längsrichtung ausgerichtet und durch ein Backsteintor verbunden sind, das den Innenhof abschließt.         | 24159/4-4682 Info Katalog | weitere Bilder |

## Plesná(Fleißen)
| Lage                                                       | Objekt            | Beschreibung                            | ÚSKP-Nr.                  | Bild           |
| ---------------------------------------------------------- | ----------------- | --------------------------------------- | ------------------------- | -------------- |
| Plesná (Standort)                                          | Steinkreuz        | Steinkreuz. Drei steinerne Sühnekreuze. | 22866/4-4277 Info Katalog | Steinkreuz     |
| Lomnička, u čp. 52 (Standort)                              | Sühnekreuz        | Sühnekreuze                             | 27140/4-149 Info Katalog  | BW             |
| Plesná, 1 km südwestlich des Bahnhofs in Plesná (Standort) | Burgstall Neuhaus | Burgstall Neuhaus                       | 41205/4-98 Info Katalog   | weitere Bilder |

## Podhradí(Neuberg)
| Lage                                                              | Objekt                                           | Beschreibung            | ÚSKP-Nr.                  | Bild           |
| ----------------------------------------------------------------- | ------------------------------------------------ | ----------------------- | ------------------------- | -------------- |
| Podhradí (Standort)                                               | Kirche zum Guten Hirten (Kostel Dobrého Pastýře) | Kirche zum Guten Hirten | 17740/4-36 Info Katalog   | weitere Bilder |
| Podhradí, bei Nr. 297 (Standort)                                  | Sühnekreuz                                       | Sühnekreuz              | 22084/4-37 Info Katalog   | BW             |
| Podhradí, bei Nr. 314 (Standort)                                  | Sühnekreuz                                       | Sühnekreuz              | 31932/4-4255 Info Katalog | BW             |
| Podhradí, auf einem Felsvorsprung über dem Ascher Bach (Standort) | Burg Neuberk                                     | Burgruine Neuberg       | 35653/4-35 Info Katalog   | weitere Bilder |

## Pomezí nad Ohří(Mühlbach)
| Lage                                                                            | Objekt                                           | Beschreibung                                                                          | ÚSKP-Nr.                  | Bild           |
| ------------------------------------------------------------------------------- | ------------------------------------------------ | ------------------------------------------------------------------------------------- | ------------------------- | -------------- |
| Pomezí nad Ohří, Terrasse zwischen Reslava und der Eger (Standort)              | Flache, befestigte Wohnsiedlung (Rathsamer Flur) | Flache, befestigte Wohnsiedlung (Rathsamer Flur), archäologische Spuren               | 16604/4-107 Info Katalog  | BW             |
| Pomezí nad Ohří (Standort)                                                      | Kirche des hl. Jakobus                           | Kirche des hl. Jakobus                                                                | Wikidata-Objekt anzeigen  | weitere Bilder |
| Pomezí nad Ohří, Sandgrube auf einem Feld nördlich des Bahnübergangs (Standort) | Flache, befestigte Siedlung Pomezí               | Flache, befestigte Siedlung Pomezí, archäologische Spuren                             | 27654/4-103 Info Katalog  | BW             |
| Hraničná (Standort)                                                             | Sühnekreuz                                       | Sühnekreuz Hraničná                                                                   | 14494/4-4268 Info Katalog | BW             |
| Hraničná (Standort)                                                             | Sühnekreuz                                       | Sühnekreuz Dolní Hraničná                                                             | 47627/4-4273 Info Katalog | BW             |
| Hraničná, an der Staatsgrenze (Standort)                                        | Grenzkreuz (Hraniční kříž)                       | Grenzkreuz                                                                            | 33410/4-4265 Info Katalog | BW             |
| Tůně (Standort)                                                                 | Ebene unbefestigte Siedlung und Grabstätte       | Ebene unbefestigte Siedlung und Grabstätte, archäologische Spuren (2003: Lage unklar) | 33703/4-109 Info Katalog  | BW             |
| Tůně, am rechten Ufer der Talsperre Skalka (Standort)                           | Burg Liebeneck                                   | Burgruine Liebeneck, nur Reste der Befestigungen                                      | 46986/4-108 Info Katalog  | BW             |

## Poustka(Oed)
| Lage                 | Objekt              | Beschreibung           | ÚSKP-Nr.                 | Bild           |
| -------------------- | ------------------- | ---------------------- | ------------------------ | -------------- |
| Ostroh (Standort)    | Kirche St. Wolfgang | Kirche St. Wolfgang    | 23348/4-115 Info Katalog | weitere Bilder |
| Ostroh 18 (Standort) | Burg Seeberg        | Burg Seeberg in Ostroh | 45571/4-114 Info Katalog | weitere Bilder |

## Stará Voda(Altwasser)
| Lage                  | Objekt                     | Beschreibung               | ÚSKP-Nr.                  | Bild           |
| --------------------- | -------------------------- | -------------------------- | ------------------------- | -------------- |
| Stará Voda (Standort) | Annenkapelle               | Annenkapelle               | 29810/4-124 Info Katalog  | weitere Bilder |
| Vysoká (Standort)     | Kirche Johannes der Täufer | Kirche Johannes der Täufer | 12105/4-4777 Info Katalog | weitere Bilder |

## Trstěnice(Neudorf bei Plan)
| Lage                 | Objekt               | Beschreibung                 | ÚSKP-Nr.                 | Bild           |
| -------------------- | -------------------- | ---------------------------- | ------------------------ | -------------- |
| Trstěnice (Standort) | Kirche des hl. Veit  | Kirche des hl. Veit          | 14649/4-130 Info Katalog | weitere Bilder |
| Trstěnice (Standort) | Schloss Berchembogen | Jagdschlösschen Berchembogen | 46885/4-131 Info Katalog | weitere Bilder |

## Tři Sekery(Dreihacken)
| Lage                     | Objekt                                     | Beschreibung | ÚSKP-Nr.                  | Bild           |
| ------------------------ | ------------------------------------------ | --- | ------------------------- | -------------- |
| Tři Sekery (Standort)    | Statue des Erzengels Michael an der Kirche | Kirche der vierzehn Heiligen Nothelfer, davon nur: die Statue des Erzengels Michael | 38837/4-146 Info Katalog  | weitere Bilder |
| Chodovská Huť (Standort) | Kreuz                                      | Kruzifix – ein unregelmäßiges Kreuz (genannt Kamelkopf), steht auf privatem Land in der Chodovská-Hütte. Im Kreuz befindet sich ein Loch mit einem Durchmesser von 8 cm. Ursprünglich lag es etwa 1 km vom östlichen Rand von Milhostov entfernt, einem Teil des Dorfes Zádub-Závišín auf dem Feldweg nach Ovesné Kladruby. | 18582/4-4276 Info Katalog | BW             |

## Tuřany(Thurn)
| Lage                                | Objekt           | Beschreibung | ÚSKP-Nr.                  | Bild           |
| ----------------------------------- | ---------------- | ------------ | ------------------------- | -------------- |
| Tuřany 3 (Standort)                 | Bauernhaus Nr. 3 | Bauerngehöft | 24738/4-148 Info Katalog  | weitere Bilder |
| Tuřany 1 (Standort)                 | Bauernhaus Nr. 1 | Bauerngehöft | 17495/4-147 Info Katalog  | weitere Bilder |
| Lipoltov, bei Haus Nr. 1 (Standort) | Kapelle          | Kapelle      | 51242/4-5263 Info Katalog | BW             |

## Valy(Schanz)
| Lage                               | Objekt            | Beschreibung | ÚSKP-Nr.                 | Bild           |
| ---------------------------------- | ----------------- | ------------ | ------------------------ | -------------- |
| Valy če. 33, ul. Borová (Standort) | Bauernhaus Nr. 33 | Bauerngehöft | 26354/4-151 Info Katalog | weitere Bilder |
| Valy 3, ul. Pod Lesem (Standort)   | Bauernhaus Nr. 3  | Bauerngehöft | 46131/4-150 Info Katalog | weitere Bilder |

## Velká Hleďsebe(Groß Sichdichfür)
| Lage                      | Objekt      | Beschreibung | ÚSKP-Nr.                  | Bild           |
| ------------------------- | ----------- | ------------ | ------------------------- | -------------- |
| Velká Hleďsebe (Standort) | Annenkirche | Annenkirche  | 101817 Info Katalog       | weitere Bilder |
| Klimentov 18 (Standort)   | Haus Nr. 18 | Bauernhaus   | 12461/4-4838 Info Katalog | weitere Bilder |

## Velký Luh(Großloh)
| Lage                                                     | Objekt                                                                | Beschreibung                            | ÚSKP-Nr.                  | Bild |
| -------------------------------------------------------- | --------------------------------------------------------------------- | --------------------------------------- | ------------------------- | ---- |
| Velký Luh, hinter dem Dorf in Richtung Plesná (Standort) | Skulpturengruppe der hl. Dreifaltigkeit (Sousoší Nejsvětější Trojice) | Skulpturengruppe der hl. Dreifaltigkeit | 50171/4-5188 Info Katalog | BW   |

## Vlkovice(Wilkowitz)
| Lage                | Objekt     | Beschreibung | ÚSKP-Nr.                  | Bild |
| ------------------- | ---------- | ------------ | ------------------------- | ---- |
| Vlkovice (Standort) | Sühnekreuz | Sühnekreuz   | 12412/4-4872 Info Katalog | BW   |

## Vojtanov(Voitersreuth)
| Lage                   | Objekt            | Beschreibung | ÚSKP-Nr.                  | Bild |
| ---------------------- | ----------------- | --- | ------------------------- | ---- |
| Vojtanov 12 (Standort) | Bauernhaus Nr. 12 | Bauerngehöft aus der Wende vom 18. zum 19. Jahrhundert, bestehend aus dem Wohnhaus, einem Schuppen, Ställen, einer Scheune und zwei Toren. In der ersten Hälfte des 19. Jahrhunderts wurden Umbauten vorgenommen. Die Westseite des Gehöfts ist ein Wohnhaus. Auf der Südseite befindet sich der große Fachwerkschuppen., gegenüber vom Schuppen befinden sich die gemauerte Ställe. Zwischen den Scheunen und dem Haus befindet sich ein gemauertes Eingangstor. | 12465/4-4837 Info Katalog | BW   |
| Vojtanov 14 (Standort) | Bauernhaus Nr. 14 | Bauerngehöft vom Ende des 18. Jahrhunderts, bestehend aus dem einstöckigen Backsteinhaus mit Satteldach und Fachwerkgiebeln und einem dreiteiligen Stall. Im Jahr 1994 wurde das Tor abgerissen, 1995 wurde das Haus von den neuen Eigentümern zu einem Warenlager umgebaut. | 12283/4-4793 Info Katalog | BW   |

## Zádub-Závišín((Hohendorf-Abaschin))
| Lage                                                                         | Objekt   | Beschreibung                                                                     | ÚSKP-Nr.                  | Bild     |
| ---------------------------------------------------------------------------- | -------- | -------------------------------------------------------------------------------- | ------------------------- | -------- |
| Zádub (Standort)                                                             | Schmiede | Schmiede                                                                         | 11991/4-4727 Info Katalog | Schmiede |
| Zádub (Standort)                                                             | Kreuz    | Kreuz – ursprünglich auf einem Feld an der Straße nach Závišín, jetzt im Museum. | 24543/4-153 Info Katalog  | Kreuz    |
| Závišín, an der Kreuzung Marienbad – Mnichov – Kladruby – Závišín (Standort) | Kruzifix | Kruzifix                                                                         | 15816/4-4262 Info Katalog | Kruzifix |